# Forestiera neomexicana

## Descripción
El olivo del desierto (Forestiera neomexicana) es una especie de la familia de las oleáceas. 
Es un arbusto de hoja caduca de hasta 3 m de alto, con hojas ovales o lanceoladas de un verde apagado de hasta 5 cm de largo. En primavera forma racimos axilares de florecillas amarillentas. Sus atractivos frutos son negros con algo de azul. Es sensible a las heladas; tolera entornos secos.

## Sinonimia
- Forestiera pubescens var. parvifolia (A.Gray) Nesom, Lundellia 12: 12 (2009).
- Forestiera neomexicana A.Gray, Proc. Amer. Acad. Arts 12: 63 (1877).
- Adelia neomexicana (A.Gray) Kuntze, Revis. Gen. Pl. 2: 410 (1891).
- Forestiera pubescens var. neomexicana (A.Gray) A.E.Murray, Kalmia 13: 6 (1983).[1]